# Боцешть (Васлуй)
Боцешть, Боцешті (рум. Boțești) — село у повіті Васлуй в Румунії. Входить до складу комуни Боцешть.
Село розташоване на відстані 296 км на північний схід від Бухареста, 21 км на північний схід від Васлуя, 46 км на південний схід від Ясс.

## Населення
За даними перепису населення 2002 року у селі проживали 1028 осіб, усі — румуни. Усі жителі села рідною мовою назвали румунську.